# Sidi Bousber
Sidi Bousber est une petite commune située au Maroc, dans la Province de Ouezzane, dans la région de Tanger-Tétouan.
En 2014, la commune comptait 10 528 habitants.